# NGC 6799
NGC 6799 (другие обозначения — PGC 63339, ESO 184-78) — галактика в созвездии Телескоп.
Этот объект входит в число перечисленных в оригинальной редакции «Нового общего каталога».